# Elezioni regionali in Campania del 2005
Le elezioni regionali italiane del 2005 in Campania si sono tenute il 3 e 4 aprile. Esse hanno visto la vittoria del presidente uscente Antonio Bassolino, sostenuto da L'Unione, con il 61,56% che ha sconfitto Italo Bocchino, esponente di Alleanza Nazionale, sostenuto dalla Casa delle Libertà.

## Affluenza
Il corpo elettorale per le elezioni del 3, 4 aprile 2005 risultava composto da 4.867.083 elettori. Alla chiusura dei seggi l'affluenza definitiva si è attestata al 67,69%, in calo rispetto al 2000 del 1,77%.
| Provincia | Affluenza | Variazione |
| --------- | --------- | ---------- |
| Campania  | 67,69%    | 1,77%      |
| Avellino  | 57,92%    | 3,05%      |
| Benevento | 62,32%    | 2,29%      |
| Caserta   | 75,60%    | 1,11%      |
| Napoli    | 67,29%    | 1,69%      |
| Salerno   | 68,75%    | 3,33%      |

## Risultati
|                                                                 | Antonio Bassolino (L'Unione) ✔️ Presidente                      | 1 891 895                                                       | 61,56 | Democrazia è Libertà - La Margherita | 459 729   | 15,95 | 9  |  |  |
| Democratici di Sinistra                                         | Antonio Bassolino (L'Unione) ✔️ Presidente                      | 1 891 895                                                       | 61,56 | 438 196                              | 15,20     | 8     |    |  |  |
| Popolari UDEUR                                                  | Antonio Bassolino (L'Unione) ✔️ Presidente                      | 1 891 895                                                       | 61,56 | 292 382                              | 10,14     | 5     |    |  |  |
| Socialisti Democratici Italiani                                 | Antonio Bassolino (L'Unione) ✔️ Presidente                      | 1 891 895                                                       | 61,56 | 154 341                              | 5,35      | 3     |    |  |  |
| Partito della Rifondazione Comunista                            | Antonio Bassolino (L'Unione) ✔️ Presidente                      | 1 891 895                                                       | 61,56 | 119 505                              | 4,15      | 2     |    |  |  |
| Federazione dei Verdi                                           | Antonio Bassolino (L'Unione) ✔️ Presidente                      | 1 891 895                                                       | 61,56 | 99 430                               | 3,45      | 2     |    |  |  |
| Partito dei Comunisti Italiani                                  | Antonio Bassolino (L'Unione) ✔️ Presidente                      | 1 891 895                                                       | 61,56 | 78 307                               | 2,72      | 1     |    |  |  |
| Italia dei Valori - Lista Consumatori                           | Antonio Bassolino (L'Unione) ✔️ Presidente                      | 1 891 895                                                       | 61,56 | 68 741                               | 2,38      | 1     |    |  |  |
| Democrazia Liberale - Repubblicani                              | Antonio Bassolino (L'Unione) ✔️ Presidente                      | 1 891 895                                                       | 61,56 | 41 170                               | 1,43      | 1     |    |  |  |
| Democrazia Federalista                                          | Antonio Bassolino (L'Unione) ✔️ Presidente                      | 1 891 895                                                       | 61,56 | 29 179                               | 1,01      | –     |    |  |  |
| Repubblicani Europei                                            | Antonio Bassolino (L'Unione) ✔️ Presidente                      | 1 891 895                                                       | 61,56 | 26 385                               | 0,92      | –     |    |  |  |
| Governo Civico                                                  | Antonio Bassolino (L'Unione) ✔️ Presidente                      | 1 891 895                                                       | 61,56 | 15 956                               | 0,55      | –     |    |  |  |
| Seggi assegnati alla lista regionale                            | Seggi assegnati alla lista regionale                            | Seggi assegnati alla lista regionale                            | 61,56 | 6                                    |           |       |    |  |  |
|                                                                 | Italo Bocchino (Per la Campania)                                | 1 056 445                                                       | 34,38 | Forza Italia                         | 344 148   | 11,94 | 8  |  |  |
| Alleanza Nazionale                                              | Italo Bocchino (Per la Campania)                                | 1 056 445                                                       | 34,38 | 304 828                              | 10,58     | 7     |    |  |  |
| Unione dei Democratici Cristiani e di Centro                    | Italo Bocchino (Per la Campania)                                | 1 056 445                                                       | 34,38 | 194 640                              | 6,75      | 4     |    |  |  |
| Nuovo PSI                                                       | Italo Bocchino (Per la Campania)                                | 1 056 445                                                       | 34,38 | 84 376                               | 2,93      | 2     |    |  |  |
| Partito Repubblicano Italiano                                   | Italo Bocchino (Per la Campania)                                | 1 056 445                                                       | 34,38 | 27 620                               | 0,96      | –     |    |  |  |
| Partito Pensionati                                              | Italo Bocchino (Per la Campania)                                | 1 056 445                                                       | 34,38 | 10 315                               | 0,36      | –     |    |  |  |
| Movimento Idea Sociale                                          | Italo Bocchino (Per la Campania)                                | 1 056 445                                                       | 34,38 | 2 382                                | 0,08      | –     |    |  |  |
| Seggio assegnato al candidato presidente classificatosi secondo | Seggio assegnato al candidato presidente classificatosi secondo | Seggio assegnato al candidato presidente classificatosi secondo | 34,38 | 1                                    |           |       |    |  |  |
|                                                                 | Gianfranco Rotondi                                              | 65 226                                                          | 2,12  | Democrazia Cristiana                 | 55 378    | 1,92  | –  |  |  |
|                                                                 | Alessandra Mussolini                                            | 59 470                                                          | 1,94  | Alternativa Sociale                  | 35 424    | 1,23  | –  |  |  |
| Totale                                                          | Totale                                                          | 3 073 036                                                       | 100   |                                      | 2 882 432 | 100   | 60 |  |  |
|                                                                 |                                                                 |                                                                 |       |                                      |           |       |    |  |  |
| Schede bianche                                                  | Schede bianche                                                  | 96 519                                                          | 2,93  |                                      |           |       |    |  |  |
| Schede nulle                                                    | Schede nulle                                                    | 221 438                                                         | 6,72  |                                      |           |       |    |  |  |
| Votanti                                                         | Votanti                                                         | 3 294 474                                                       | 67,69 |                                      |           |       |    |  |  |
| Elettori                                                        | Elettori                                                        | 4 867 083                                                       |       |                                      |           |       |    |  |  |
|                                                                 |                                                                 |                                                                 |       |                                      |           |       |    |  |  |
| Fonte: Ministero dell'interno                                   |                                                                 |                                                                 |       |                                      |           |       |    |  |  |

## Consiglieri eletti
| Lista                                        | Eletti | Eletti                                           | Eletti                                           | Eletti                                        | Eletti                             |
| Lista                                        | Napoli | Salerno                                          | Caserta                                          | Avellino                                      | Benevento                          |
| -------------------------------------------- | --- | ------------------------------------------------ | ------------------------------------------------ | --------------------------------------------- | ---------------------------------- |
| Democrazia è Libertà - La Margherita         | Rosa Suppa (Listino) Pasquale Sommese (33.807) Roberto Conte (32.913) Sebastiano Sorrentino (28.337) Francesco Casillo (27.083)                    | Ernesto Sica (27.759) Guglielmo Vaccaro (10.542) | Franco Lombardi (17.411)                         | Vincenzo De Luca (24.883) Mario Sena (23.382) |                                    |
| Democratici di Sinistra                      | Rosa D'Amelio (Listino) Andrea Cozzolino (31.526) Antonio Amato (24.664) Michele Caiazzo (19.212) Luisa Bossa (14.569) Giuseppe Sarnataro (12.241) | Ugo Carpinelli (17.290)                          | Angelo Brancaccio (18.818)                       | Angelo Giusto (11.137)                        |                                    |
| Forza Italia                                 | Fulvio Martusciello (34.416) Luciano Passariello (10.970) Ermanno Russo (10.788)                                                                   | Antonio Cuomo (14.477)                           | Giuseppe Sagliocco (15.249) Paolo Romano (8.966) | Cosimo Sibilia (8.841)                        | Luca Colasanto (3.720)             |
| Alleanza Nazionale                           | Italo Bocchino (Pres. non eletto) Giuseppina Castiello (17.906) Salvatore Ronghi (16.458) Crescenzio Rivellini (16.325)                            | Salvatore Gagliano (12.501)                      | Angelo Polverino (9.935)                         | Francesco D'ercole (8.408)                    | Mario Ascierto Della Ratta (6.165) |
| Popolari UDEUR                               | Alessandrina Lonardo (Listino) Tommaso Barbato (21.891) Michele Pisacane (18.725)                                                                  | Salvatore Arena (16.220)                         | Nicola Ferraro (12.117)                          |                                               | Fernando Errico (19.861)           |
| Unione dei Democratici Cristiani e di Centro | Antonio Milo (15.218) Giovanni Pianese (9.910) | Pasquale Marrazzo (10.059)                       | Domenico Zinzi (12.937)                          |                                               |                                    |
| Socialisti Democratici Italiani              | Fausto Corace (Listino) Felice Iossa (14.953) | Gennaro Mucciolo (7.300)                         | Gennaro Oliviero (7.004)                         |                                               |                                    |
| Partito della Rifondazione Comunista         | Antonella Cammardella (Listino) Vito Nocera (8.014)                                                                                                | Gerardo Rosania (5.043)                          |                                                  |                                               |                                    |
| Federazione dei Verdi                        | Stefano Buono (11.532) | Michele Ragosta (4.207)                          |                                                  |                                               |                                    |
| Nuovo PSI                                    | Antonio Peluso (12.812) |                                                  | Massimo Grimaldi (2.008)                         |                                               |                                    |
| Partito dei Comunisti Italiani               | Antonio Scala (3.726) |                                                  |                                                  |                                               |                                    |
| Italia dei Valori - Lista Consumatori        | Nicola Marrazzo (10.748) |                                                  |                                                  |                                               |                                    |
| Partito Repubblicano Italiano                | Giuseppe Ossorio (4.287) |                                                  |                                                  |                                               |                                    |